# Ocna Sibiului
Ocna Sibiului (denumiri vechi Vizocna, Ocna-Sibiiului și Ocna, denumire în dialectul săsesc Salzbrich, Zâltsbriχ, în germană Salzburg și în maghiară Vizakna, Vízakna) este un oraș în județul Sibiu, Transilvania, România, format din localitatea componentă Ocna Sibiului (reședința), și din satul Topârcea.

## Istoric
Exploatări de sare cunoscute din antichitate sunt și cele de la Ocna Sibiului.

## Descriere
Ocna Sibiului este o stațiune turistică situată în județul Sibiu, în sudul Depresiunii Colinare a Transilvaniei (nord-vestul Depresiunii Sibiu) la 15 km nord de Sibiu, pe valea pârâului Vișa, într-o regiune înconjurată de păduri de stejari seculari și cu un subsol bogat în sare. Prima stațiune balneară a fost înființată aici în anul 1845 și, de atunci, Ocna Sibiului și-a atras renumele datorită lacurilor heliotermice formate pe locul unor vechi mine de sare surpate.
Pe masivul de sare se află mai multe lacuri sărate (foste ocne prăbușite). Multe dintre ele au o concentrație de sare de 260 grame/litru. Lacul Avram Iancu (fosta mină "Grosse Grube", "Ocna Mare"), cu o adâncime de 132,5 m, este considerat cel mai adânc lac antropogen din țară.
Climatul temperat, aerul bogat in aerosoli, temperatura anuală mult peste media din această parte a țării și recentele renovări ale ștrandului, au adus din nou stațiunea la faima din trecut.
Ocna Sibiului prezintă și interes arheologic, aici fiind descoperite unelte din epoca bronzului (1900-800 î.C.), care sunt expuse la Muzeul Brukenthal din Sibiu.

## Date geologice
Zăcămintele de sare din Transilvania (exploatate sistematic în cursul vremii la Ocna Dejului, Sic, Cojocna, Turda, Ocna Mureș, Ocna Sibiului și Praid) s-au format cu 13,5 milioane de ani în urmă, într-o mare cu adâncime redusă și sub un climat tropical, foarte cald. Etajul geologic respectiv corespunde miocenului mediu. Stratul de sare se întinde pretutindeni în subsolul Transilvaniei, având o grosime medie (originară) de circa 400 m. Straturile groase de sedimente depuse ulterior deasupra orizontului de sare au apăsat cu o greutate imensă stratul maleabil și plastic de sare, care a căutat zone mai slabe ale scoarței terestre la marginea Transilvaniei, unde s-a ridicat sub forma unor ciuperci cu înălțimi de peste 1.000 m, ajungând de multe ori chiar până la suprafața pământului (cazul localităților cu vechi exploatări de sare menționate mai sus). Cupola masivului de sare de la Ocna Sibiului are forma unei elipse cu axa mare de 1,3 km si axa mică de 0,6 km. Deși sarea de la Ocna Sibiului a constituit obiectul unor îndelungate exploatări miniere (din perioada romană, până în anul 1932), adâncimea masivului nu se cunoaște până în prezent, fiind apreciată la cca 1,0 - 1,2 km.

## Salina Ocna Sibiului

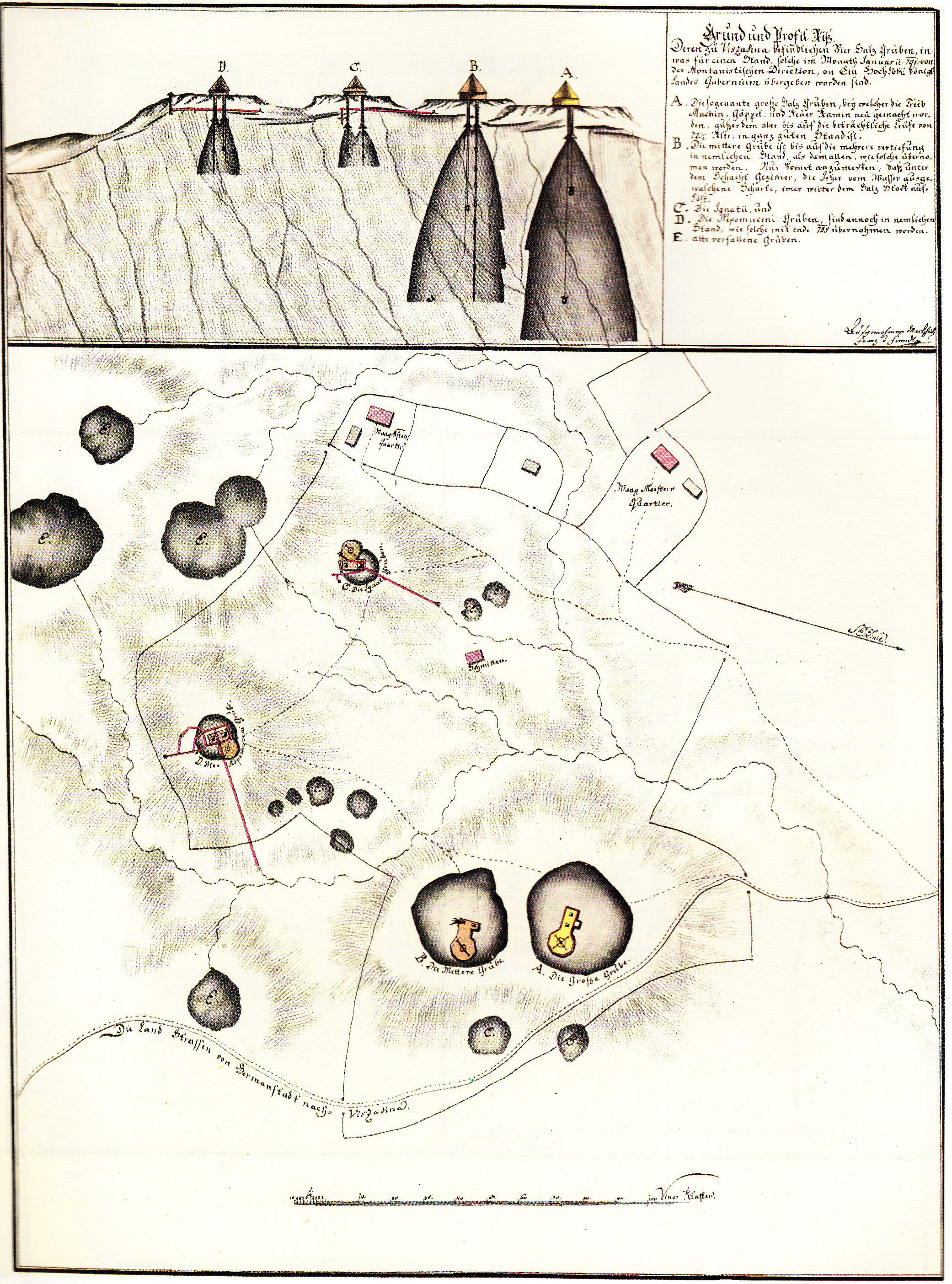
Harta Salinei Ocna Sibiului din anul 1791 (4 ocne în funcțiune)

Zăcământul de sare a fost exploatat încă din timpul romanilor, continua exploatare ducând la formarea unor mari caverne subterane, care, prin prăbușirea lor, au format următoarele lacuri: Horea, Cloșca, Crișan, Pânzelor-Inului (Ocna Iosif), Lacul fără fund (Ocna Francisc), Avram Iancu (Grosse Grube = Ocna Mare), Ocnița (Kleine Grube = Ocna Mică), Sf. Ion (Ocna Sf. Ion = Ocna Ioan Nepomuk), Poporului, Dulce, Brâncoveanu, Mâțelor, Vrăjitoarelor, Sf. Ignat, Trestiilor, Austel. Zece lacuri conțin apă sărată, patru lacuri apă dulce. Două lacuri au dispărut în ultimele decenii, prin colmatare (Lacul Trestiilor și Lacul Austel).
În epoca romană modul de exploatare a sării a avut un caracter sezonier (din primăvară, până înspre toamnă), implicând însă asigurarea nevoilor generale ale statului pe durata unui întreg an calendaristic. Prin sarea sa, Dacia era cel puțin tot atât de importantă imperiului roman, cât pentru resursele ei de aur. Romanii lucrau numai la suprafață, în gropi patrulatere, până la o adâncime de 12–15 m, de unde sarea se putea scoate ușor pe punți alunecoase și cu aparate simple de ridicat, după care o părăseau și începeau alta. Așa au extras romanii sarea peste tot în Ardeal, iar excavațiile părăsite au devenit lacuri.
În anul 1767 mineralogul iezuit Joanne Fridvaldszky a descris pe scurt vechea ocnă Francisc.
„Lacul fără fund”, cu o suprafață de 0,2 ha, a fost declarat rezervație naturală. Acest lac are o adâncime de 34,5 m, un diametru de 50 m, o formă ovală și a luat naștere din prăbușirea în anul 1775 a ocnei Francisc.
În anul 1780 la Ocna Sibiului existau după Johann Fichtel următoarele ocne ogivale de sare:
- "Die grosse Grube" ("Ocna Mare"): 124 m adâncime, 200 m perimetru bazal.
- "Die kleine Grube" ("Ocna Mică"): 110 m adâncime, 169 m perimetru bazal.
- "St. Nepomuceni" ("Ocna Sf. Nepomuk"): 34 m adâncime, 36 m perimetru bazal.
- "St. Josephi" ("Ocna Sf. Iosif"): abia începută.

Despre ocnele de sare active sau inactive de la Ocna Sibiului a relatat în detaliu František Pošepný în anul 1871.
În anul 1896 la Ocna Sibiului era deschisă o singură ocnă de sare, deservită de un crivac de suprafață, acționat de 8 cai.
Ultima mină de sare de la Ocna Sibiului, ocna Sf. Ignat, a fost închisă în anul 1931.

### Tehnica de deschidere în trecut a ocnelor de sare din Ardeal
Înainte de deschiderea unei noi ocne de sare în Ardeal , se făceau deobicei foraje de explorare. Dacă până la adâncimea de 36 m (18 Klafter = 18 stânjeni) nu se intercepta sarea, se renunța la proiect, din cauza adâncimii prea mari a puțurilor. Ideal era ca solul să aibă o grosime de max. 10–12 m (5-6 stânjeni). La un rezultat pozitiv al primului foraj, se executa un al doilea, la o distanță de 6 m (3 stânjeni) de primul, pentru stabilirea exactă a grosimii stratului acoperitor deasupra celui de al doilea puț. Al doilea puț se amplasa preferențial la aceeași cotă cu primul sau cu max. 4–6 m (2-3 stânjeni) diferență de nivel față de primul puț. Un puț era rezervat pentru intrarea și ieșirea minerilor din ocne (cu ajutorul unor frânghii de cânepă), iar celălalt puț pentru extragerea sării din subteran. Puțurile se săpau cu profil patratic, fiecare latură având 2,8 m (9 pași; 1 pas = 0,3 m) până la o adâncime de 4 m (2 stânjeni) sub contactul steril-sare, după care se lărgea treptat pe următorii 4 m (2 stânjeni), cu profil tot patratic. Aici se făcea așa-numitul “fundament”, din bârne de lemn incastrate în sare, pe care se sprijinea întregul puț. Apoi se arma puțul, de jos în sus, la început cu un amestec de argilă, pleavă și lână de oaie (pentru impermeabilizarea pereților), după care cu bârne (grinzi) de lemn. Grosimea armăturilor era de 0,3 m (1 pas), astfel ca profilul efectiv al puțului se reducea în final de la 2,8 x 2,8 m la 2,5 x 2,5 m. De la nivelul steril-sare în jos pereții se căptușeau cu piele de bivol, care împiedeca contactul direct al apei cu pereții de sare. Apa care picura totuși în mină era captată și scoasă la suprafață. De la nivelul “fundamentului” în jos se săpa cu profil tot mai lărgit, conic, așa că după alți cca 8 m (4 stânjeni) cele 2 puțuri alăturate se uneau. De aici, mina lua o formă conică-ogivală cu secțiunea pe cât posibil circulară (care nu se realiza practic decât rar). Mina se declara gata pentru exploatare numai după ce un agent al administrației salinei, stând pe un bulgăre de sare în mijlocul ocnei, nu mai putea atinge tavanul ocnei cu ciocanul. Din acest moment, salariul tăietorilor de sare scădea de la 4,5 creițari (4,5 Kreuzer) pentru fiecare bloc de sare, la obișnuitul tarif de 1,5 creițari. Ocna era dată atunci oficial în funcțiune, primind totodată un nume. Costurile de deschidere ale unei ocne de sare se ridicau de obicei la peste 5.000 florini (guldeni) de argint.

## Lacurile de la Ocna Sibiului
Ocna Sibiului are 14 lacuri mai importante:
| Lacurile de la Ocna Sibiului     | Lacurile de la Ocna Sibiului            | Lacurile de la Ocna Sibiului                                                   | Lacurile de la Ocna Sibiului |
| Numele lacului                   | Fosta ocnă de sare                      | Observații                                                                     |                              |
| -------------------------------- | --------------------------------------- | ------------------------------------------------------------------------------ | ---------------------------- |
| Horea                            |                                         | Pe locul unei mine medievale (nume necunoscut)                                 |                              |
| Cloșca                           |                                         | Pe locul unei mine medievale (nume necunoscut)                                 |                              |
| Crișan                           |                                         | Pe locul unei mine medievale (nume necunoscut)                                 |                              |
| Pânzelor                         | Joseph – Iosif                          | Ocnă abandonată în jurul anului 1780                                           |                              |
| Lacul fără Fund (Lacul Francisc) | Franz - Francisc                        | Ocnă abandonată în anul 1755. Adâncimea actuală: 33 m. Fenomen de heliotermie. |                              |
| Avram Iancu (Ocna Pustie)        | Grosse Grube - Ocna Mare - Fodina Maior | Cel mai adânc lac antroposalin din România (adâncime: cca 130 m)               |                              |
| Brâncoveanu (Tököly See)         | Mină abandonată în 1699                 | Prezintă salinitatea cea mai ridicată (310 g/l)                                |                              |
| Ocnița                           | Kleine Grube - Ocna Mică                | Ocnă abandonată în anul 1817                                                   |                              |
| Rândunica (Sf. Ioan)             | Johann Nepomuceni - Ioan Nepomuk        |                                                                                |                              |
| Mâțelor                          |                                         |                                                                                |                              |
| Lacul Verde                      |                                         |                                                                                |                              |
| Lacul Auster                     |                                         | Este unic din cauza insulei sale                                               |                              |
| Lacul Negru                      |                                         |                                                                                |                              |
| Lacul Gura Minei                 |                                         |                                                                                |                              |

O trăsătură specifică lacurilor sărate este stratificația apei, salinității și temperaturii. La suprafața lacului se găsește o pânză de apă dulce permanentă, iar la adâncime stratul de apă sărată care acumulează permanent căldură.
Apele lacului sunt populate de o faună specifică mediului salin, iar pe mal se dezvoltă o floră halofită bogată.
Diferența de temperatură și salinitate este folosită în scopuri terapeutice.

## Lăcașuri de cult

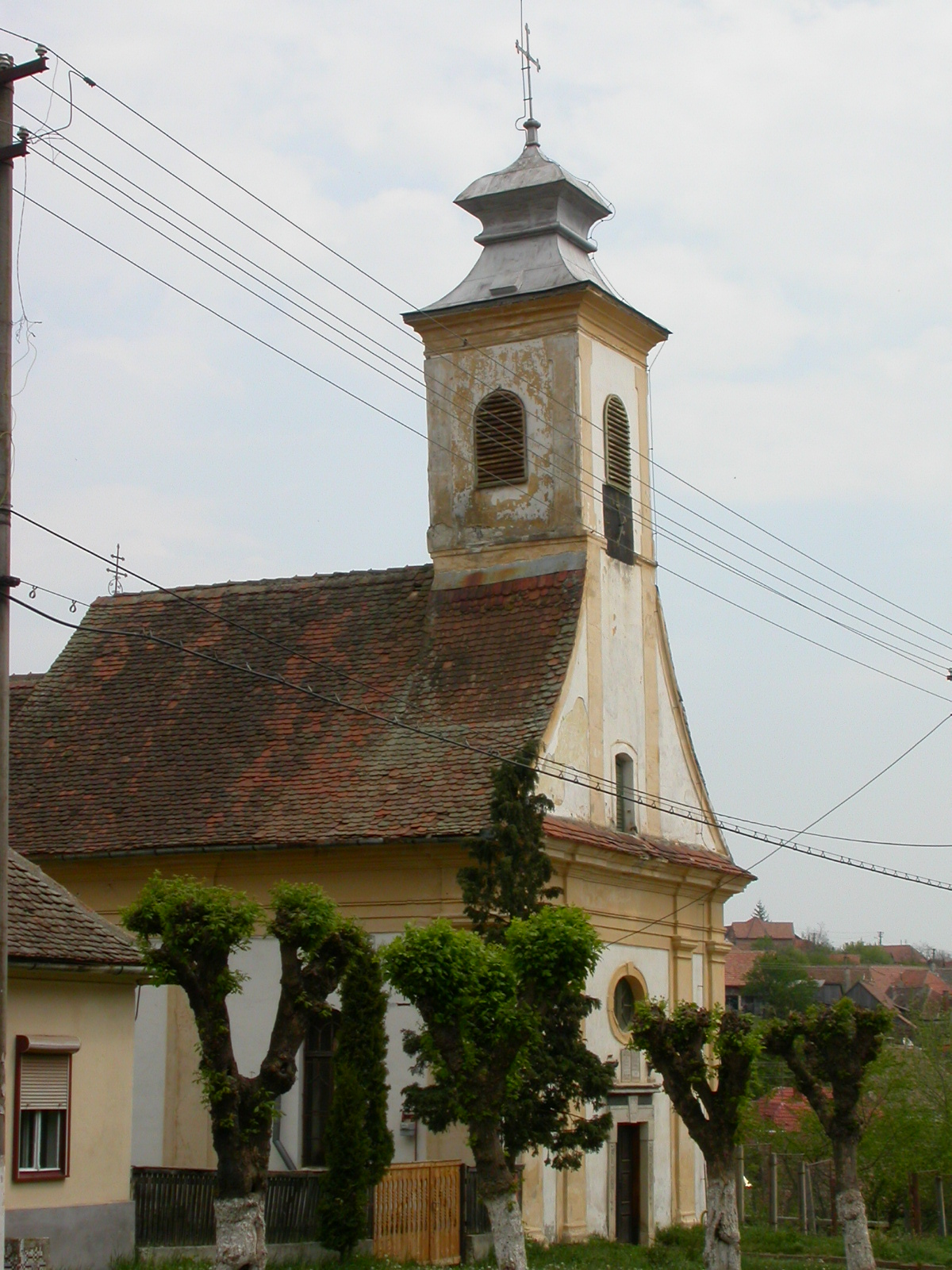
Biserica romano-catolică

- Biserica reformată-calvină (1240) este o bazilică romanică cu 3 nave, cu cor pătrat supraînălțat de un turn masiv, absidă semicirculară și fresce din secolul al XIII-lea. Nava centrală este acoperită cu bolți gotice pe nervuri în rețea (secolul al XVI-lea). Biserica este posedă picturi murale în stilul Renașterii, executate de Vincentius Cibiniensis (1522), precum și un turn cu ceas, care funcționează din anul 1787. Biserica este înconjurată de ziduri de apărare.
- Biserica „Brâncoveanu de Sus” a fost inițial o ctitorie a lui Mihai Viteazul (1600), de tip dreptunghiular și absidă decroșată (retrasă față de pereții naosului), cu decorații pe fațade specific muntenești. Constantin Brâncoveanu o reface în 1701, arhitectura monumentului fiind o mărturie a relațiilor artistice dintre Țara Românească și Transilvania. Edificiul a suferit o supraînălțare în secolul al XIX-lea, fațadele prezintă arcade oarbe geminate, un brâu puternic, iar sub fosta cornișă o friză de ocnițe pătrate. Picturi murale din 1723. În tabloul votiv apar figurile lui Mihai Viteazul și Constantin Brâncoveanu.
- Biserica romano-catolică Sf. Ioan Nepomuk, prima jumătate a sec. al XVIII-lea, monument istoric.
- Biserica „Schimbarea la Față”, monument istoric.
- Biserica„ Sfântul Ioan Botezătorul”, monument istoric.

## Turism
În Ocna Sibiului funcționează ca structură turistică permanentă Complexul Balnear Ocna Sibiului, alcătuit din două hoteluri, un restaurant, o bază de tratament și o bază de agrement. Pavilionul băilor din Ocna Sibiului este o clădire monument istoric.

## Demografie
Componența etnică a orașului Ocna Sibiului
     Români (77,34%)
     Maghiari (6,61%)
     Romi (2,82%)
     Alte etnii (0,2%)
     Necunoscută (13,02%)
Componența confesională a orașului Ocna Sibiului
     Ortodocși (77,26%)
     Reformați (6,26%)
     Alte religii (2,91%)
     Necunoscută (13,57%)
Conform recensământului efectuat în 2021, populația orașului Ocna Sibiului se ridică la 3.434 de locuitori, în scădere față de recensământul anterior din 2011, când fuseseră înregistrați 3.562 de locuitori. Majoritatea locuitorilor sunt români (77,34%), cu minorități de maghiari (6,61%) și romi (2,82%), iar pentru 13,02% nu se cunoaște apartenența etnică. Din punct de vedere confesional, majoritatea locuitorilor sunt ortodocși (77,26%), cu o minoritate de reformați (6,26%), iar pentru 13,57% nu se cunoaște apartenența confesională.

### Evoluție istorică
La recensământul din 1930 au fost înregistrați 3.969 locuitori, dintre care 2.781 români, 941 maghiari, 142 țigani, 92 germani ș.a. Sub aspect confesional, populația era alcătuită în 1930 din 2.627 ortodocși, 785 reformați, 285 greco-catolici, 198 romano-catolici, 67 luterani ș.a.
|  | Graficele sunt indisponibile din cauza unor probleme tehnice. Mai multe informații se găsesc la Phabricator și la wiki-ul MediaWiki. |

Date: Recensăminte sau birourile de statistică - grafică realizată de Wikipedia

## Politică și administrație
Orașul Ocna Sibiului este administrat de un primar și un consiliu local compus din 13 consilieri. Primarul, George-Claudiu Predescu[*], de la Partidul Național Liberal, este în funcție din 2016. Începând cu alegerile locale din 2024, consiliul local are următoarea componență pe partide politice:
|  | Partid                                 | Consilieri | Componența Consiliului | Componența Consiliului | Componența Consiliului | Componența Consiliului |
|  | -------------------------------------- | ---------- | ---------------------- | ---------------------- | ---------------------- | ---------------------- |
|  | Partidul Național Liberal              | 4          |                        |                        |                        |                        |
|  | Partidul Social Democrat               | 4          |                        |                        |                        |                        |
|  | Alianța Dreapta Unită                  | 2          |                        |                        |                        |                        |
|  | Alianța pentru Unirea Românilor        | 2          |                        |                        |                        |                        |
|  | Uniunea Democrată Maghiară din România | 1          |                        |                        |                        |                        |

### Primarii orașului
- 1996[17] - 2000 - Gheorghe Bogorin, de la PSDR
- 2000[18] - 2004 - Ilie Oprișor, de la PRN
- 2004[19] - 2008 - Ioan Balteș, de la PSD
- 2008[20] - 2012 - Ioan Balteș, de la PSD
- 2012[21] - 2016 - Ioan Balteș, de la USL
- 2016[22] - 2020 - Predescu George-Claudiu, de la PSD

## Personalități
- Júlia Bányai (1824 - 1883), participantă la Revoluția Maghiară din 1848;
- Lajos Takács (1908 - 1982), jurist și politician comunist, profesor universitar;
- Emil Hossu (1941 - 2012), actor.

## Galerie de imagini

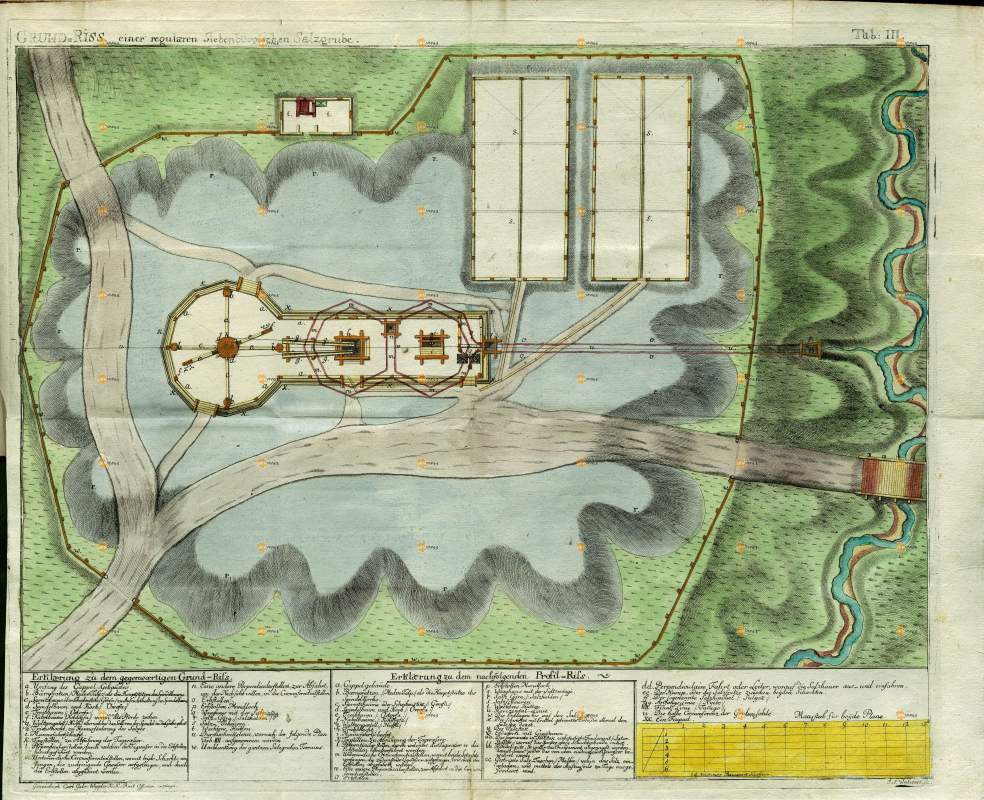
Planul unei ocne vechi de sare din Transilvania și Maramureș (după Johann Fichtel, 1780)
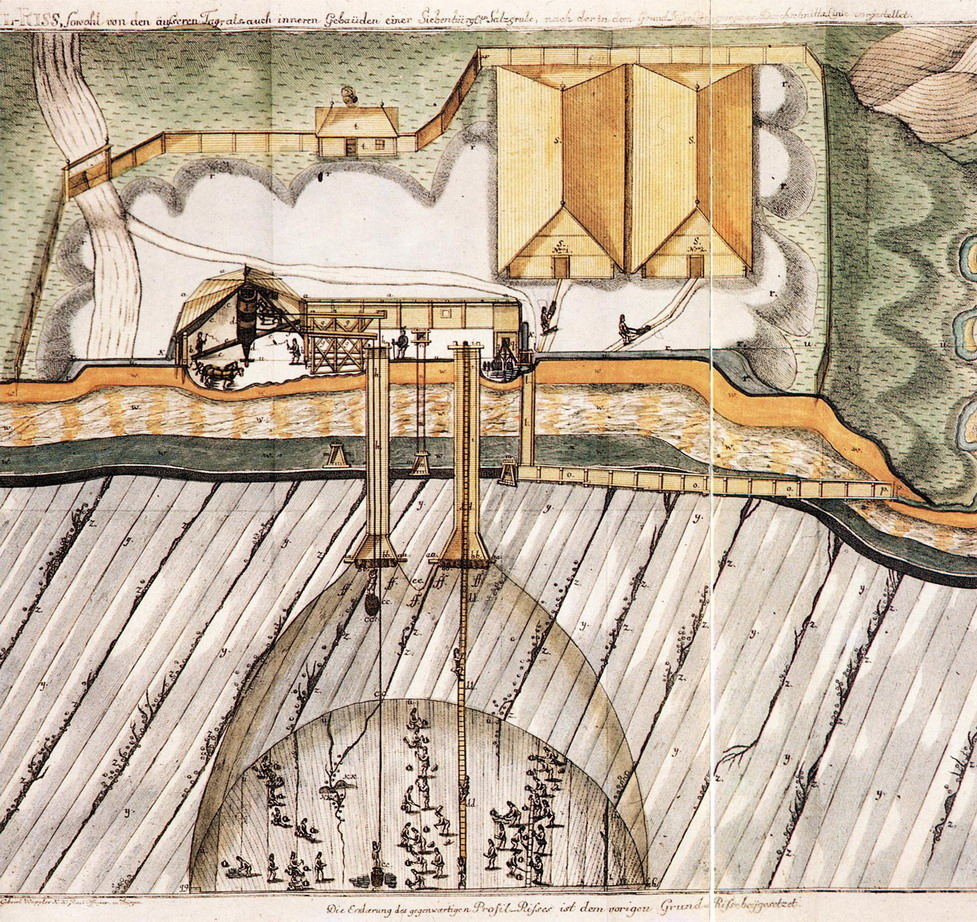
Secțiune schematică printr-o ocnă veche de sare din Transilvania și Maramureș (după Johann Fichtel, 1780)
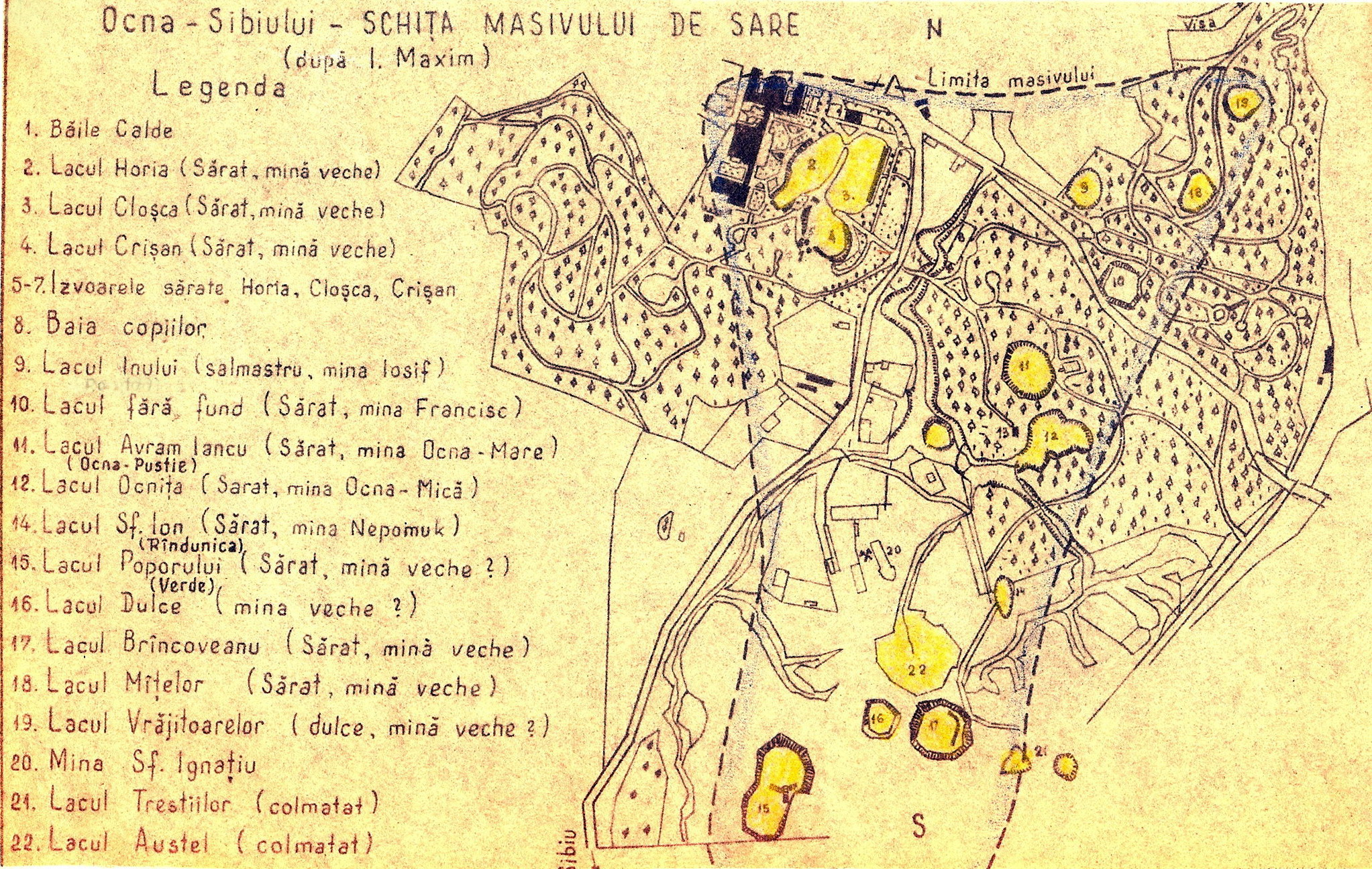
Schița masivului de sare (după Ion Al. Maxim, 1930)
Ocna Sibiului (Băile Sărate, 1898)
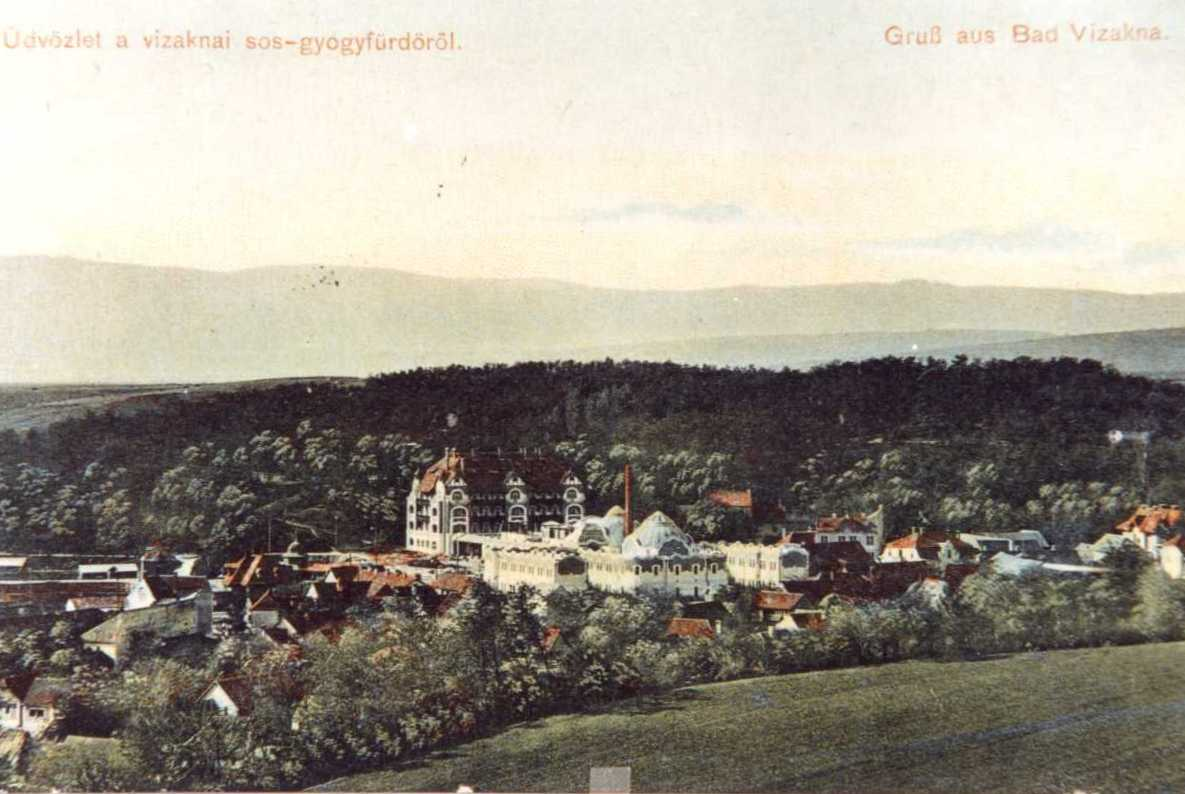
Ocna văzut de sus
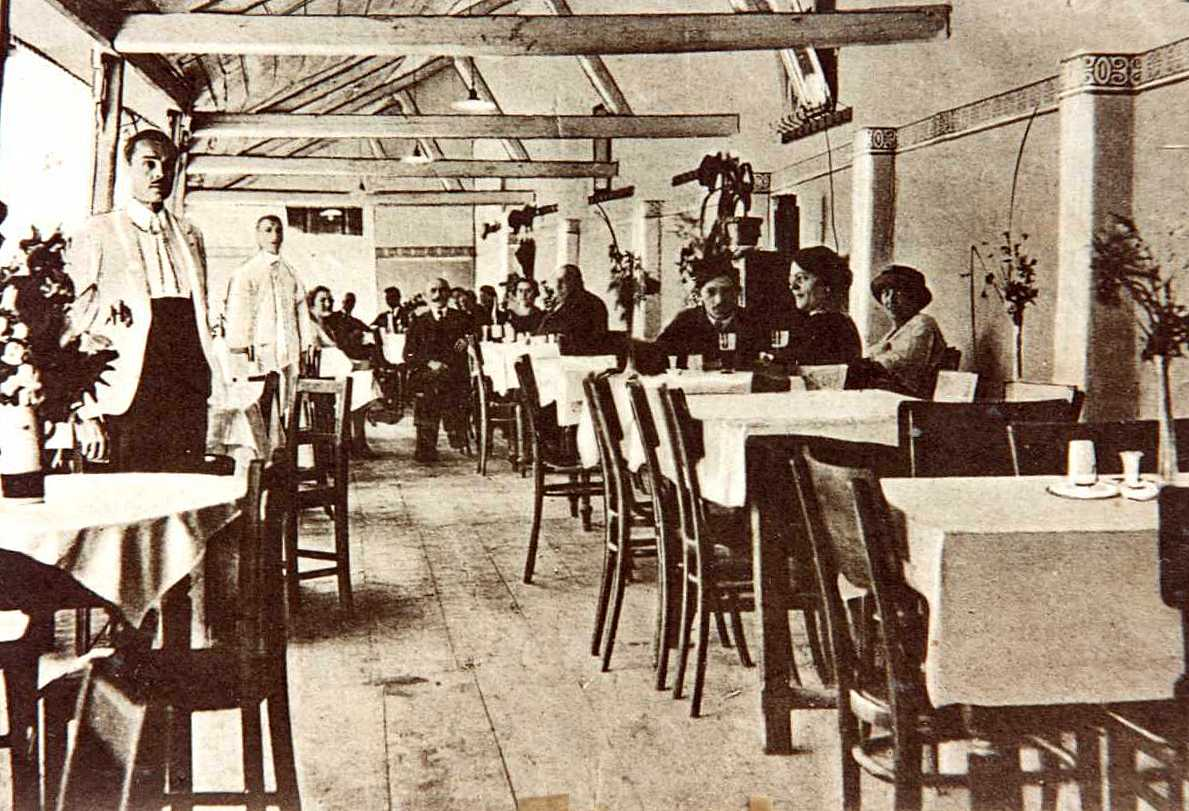
Alte vremuri
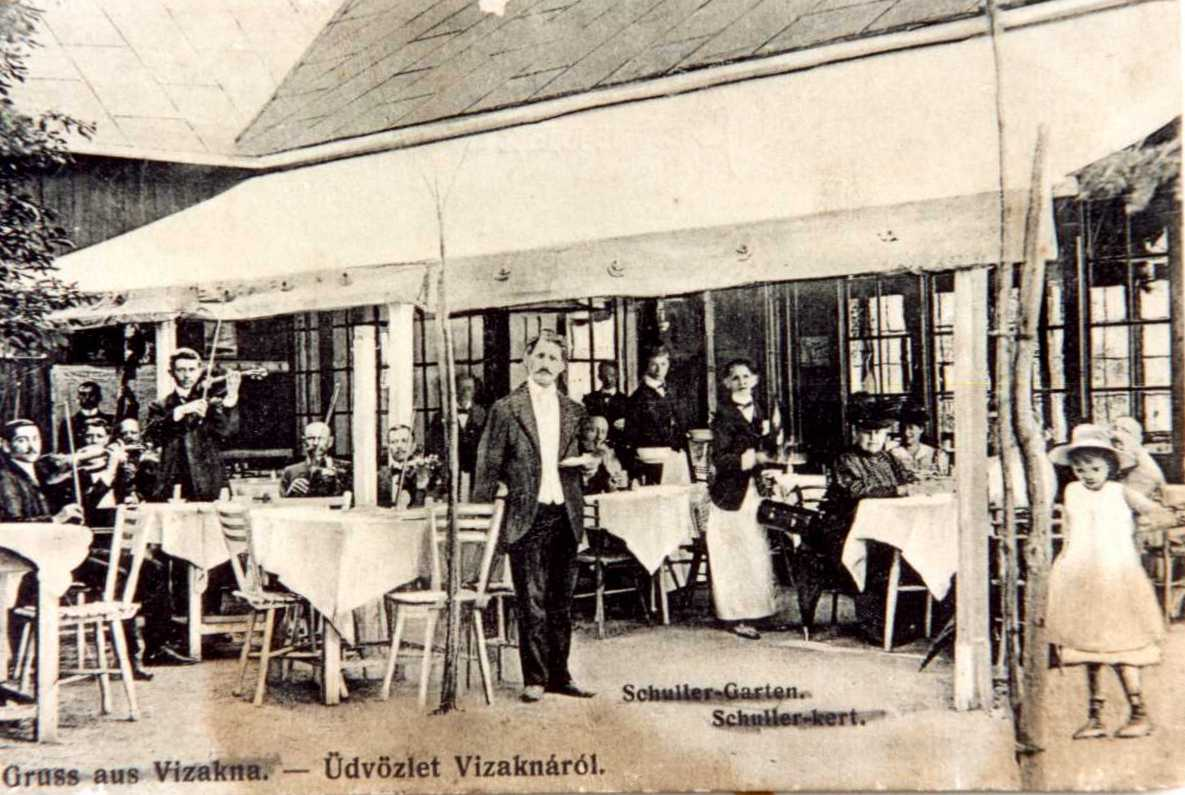
Alte vremuri
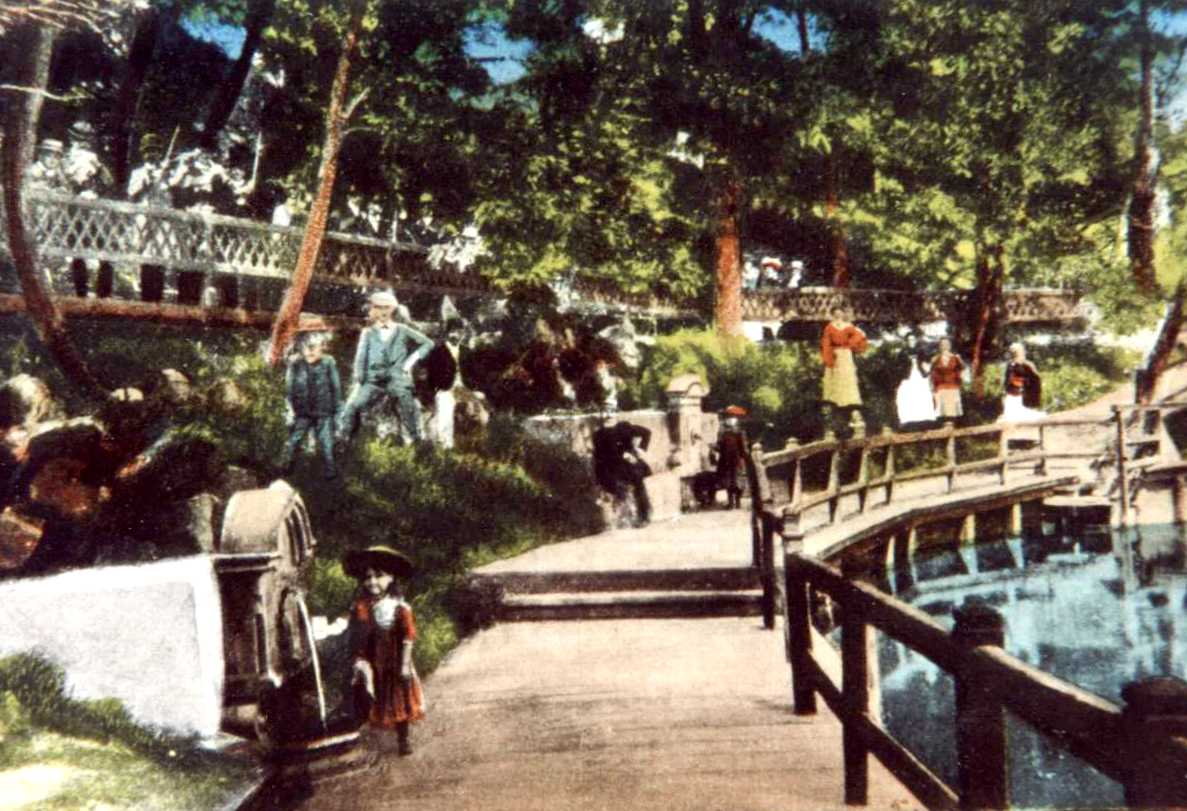
Alte vremuri
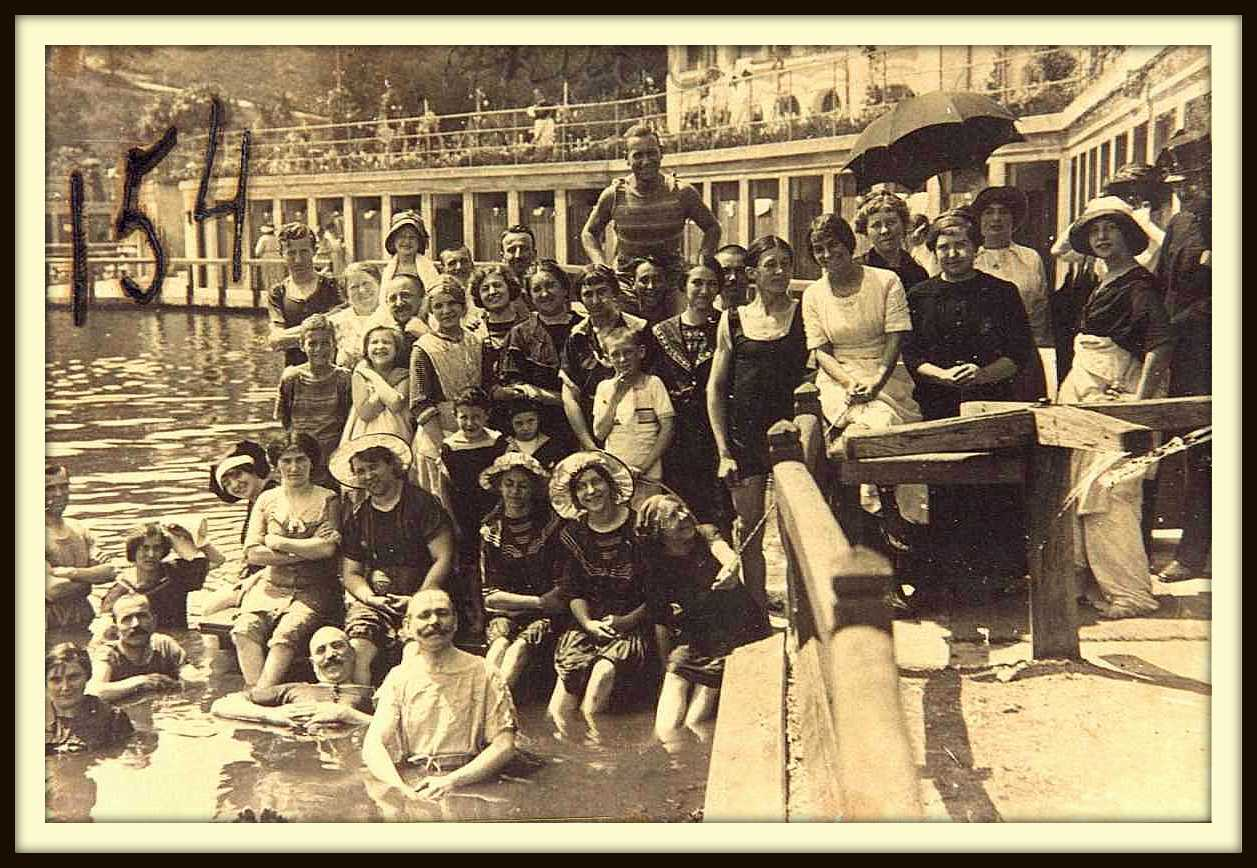
Ocna Băi
Ocna Sibiului (Băile Sărate; începutul sec. XX)
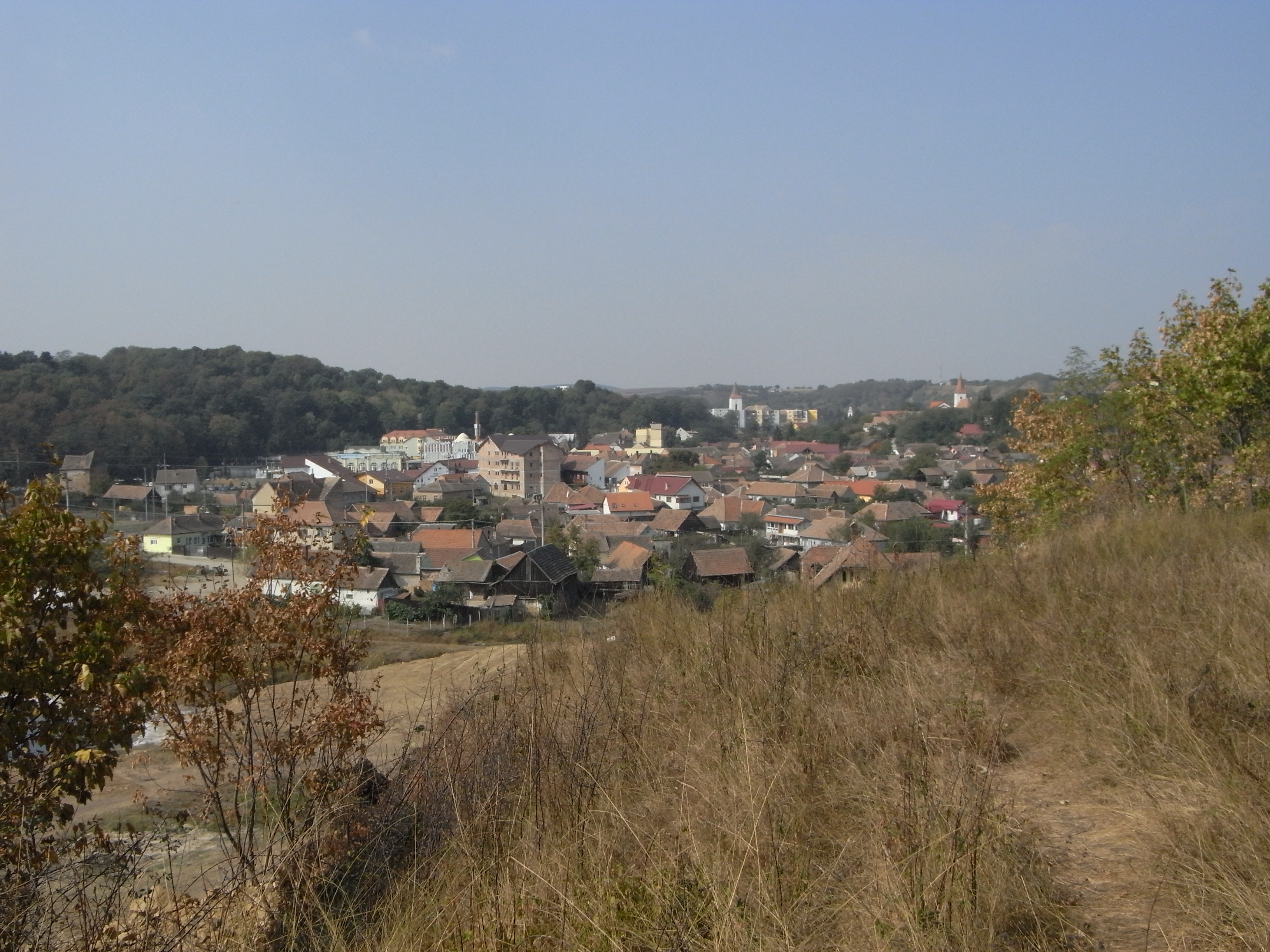
Ocna Sibiului (vedere spre vest)
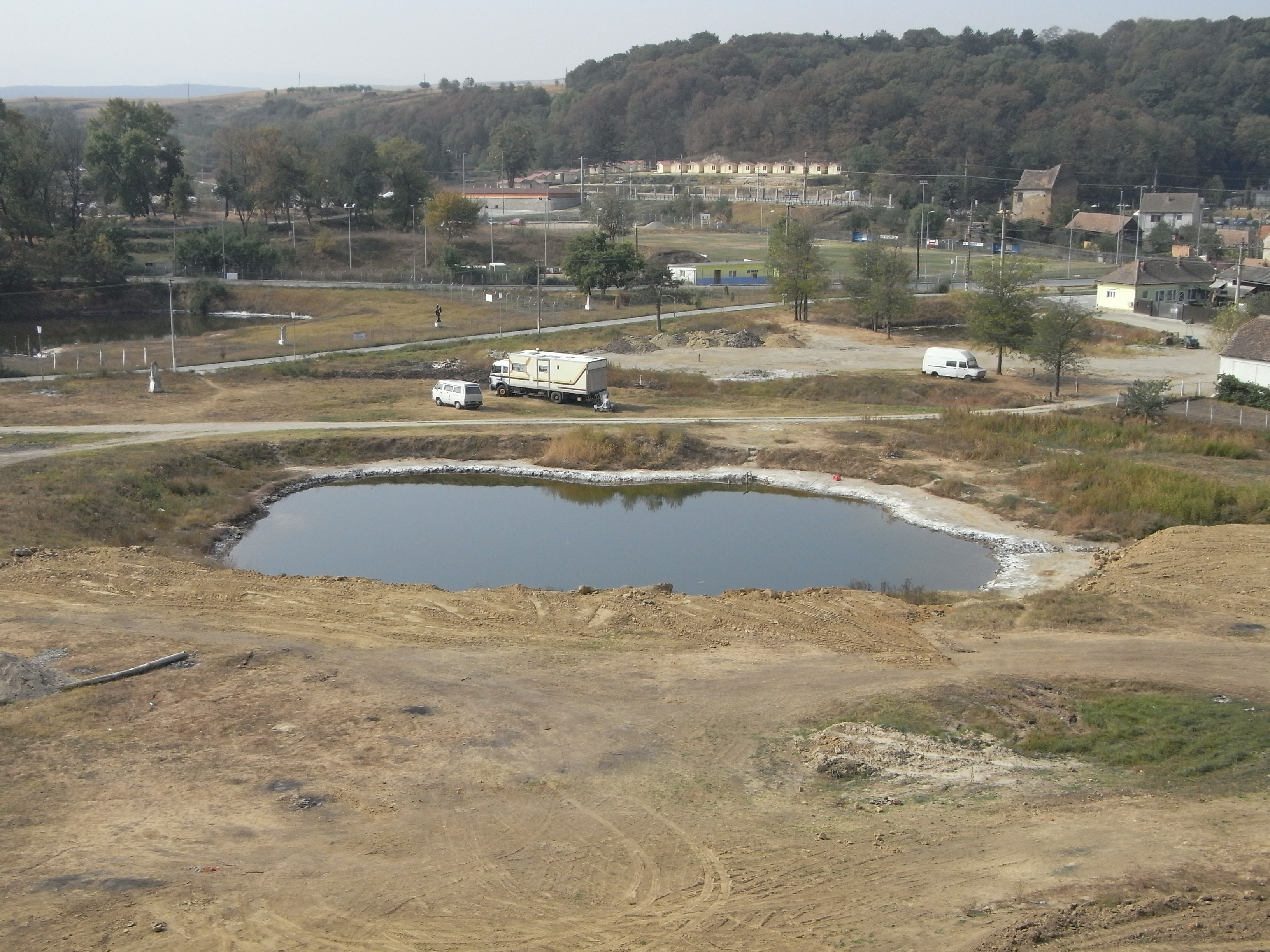
Lacul Pânzelor (în centru) și Lacul fără fund (în stânga)
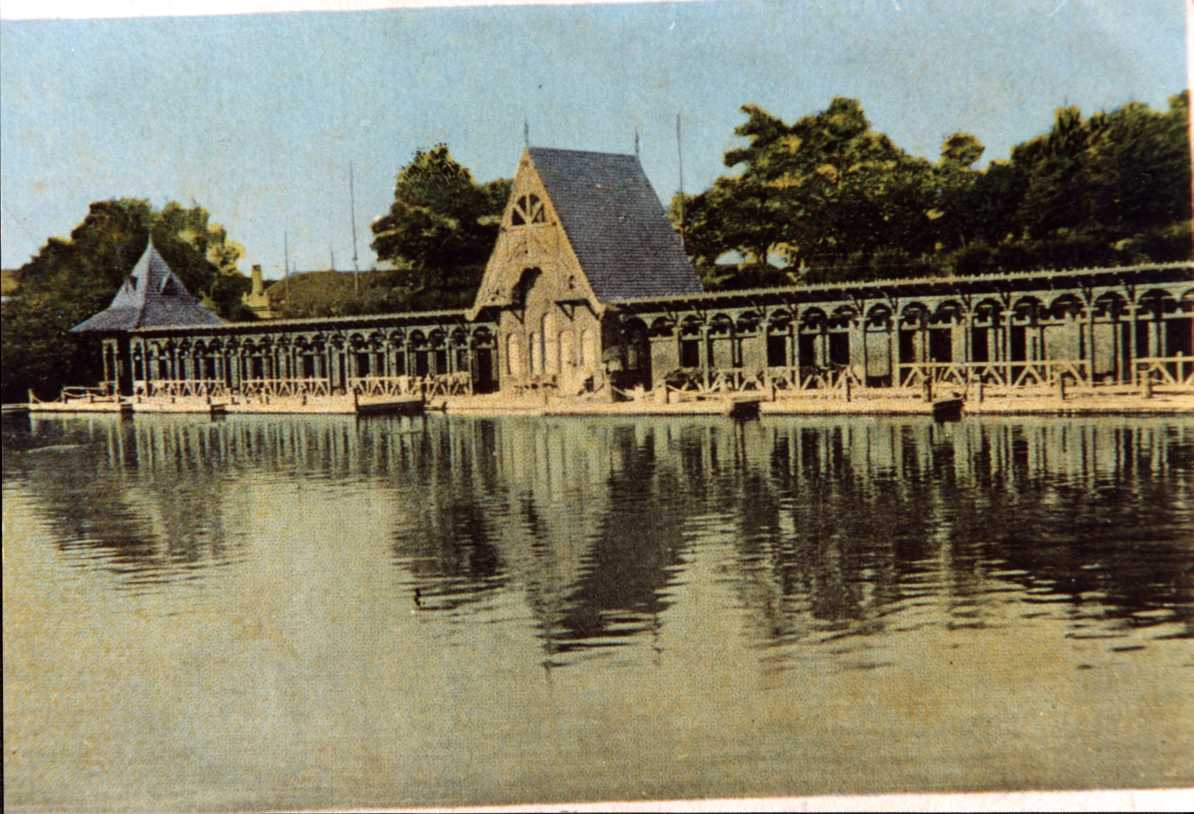
Ocna Sibiului (vedere veche a Băilor Sărate)
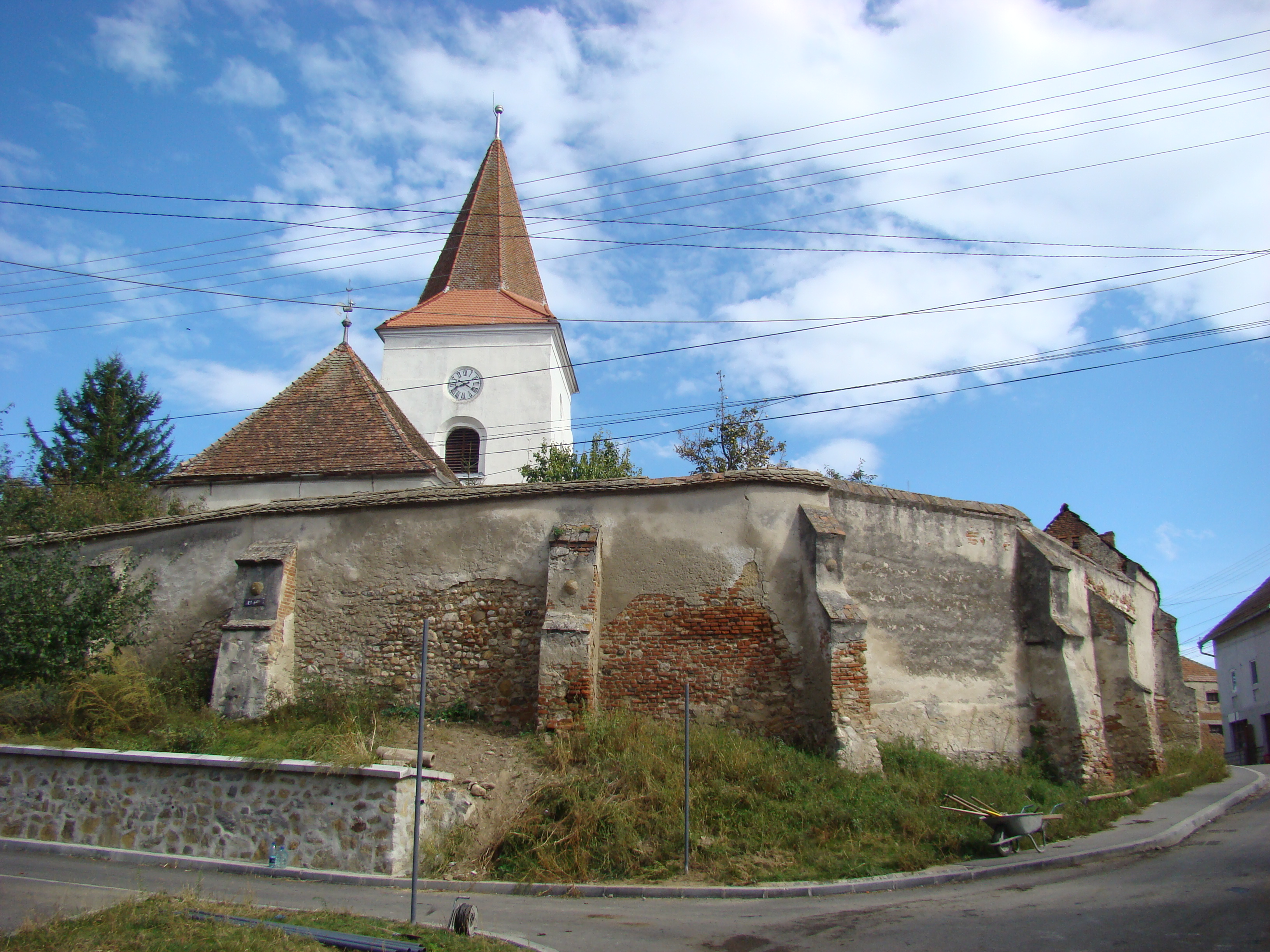
Biserica fortificată din Ocna Sibiului
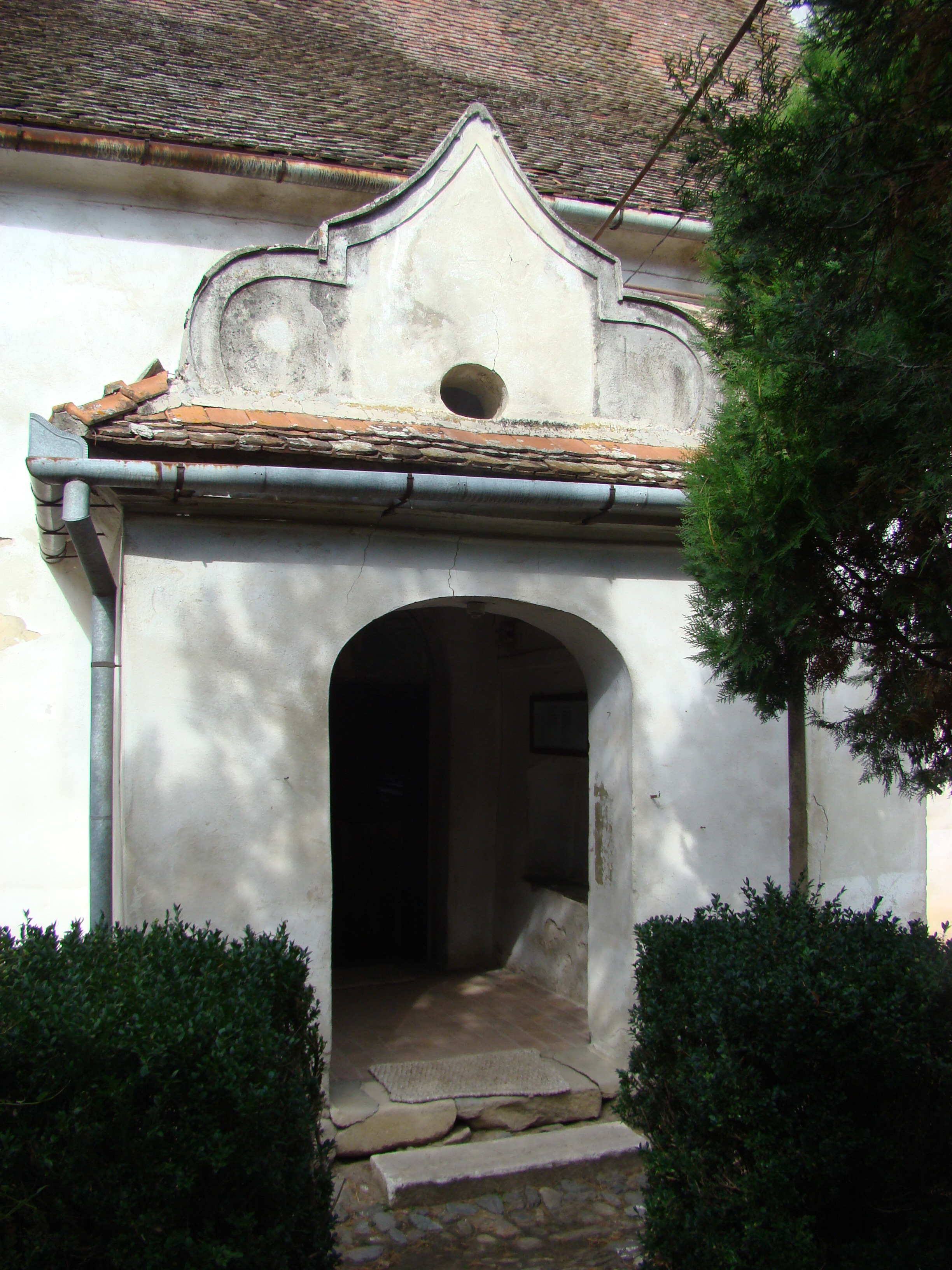
Biserica fortificată din Ocna Sibiului
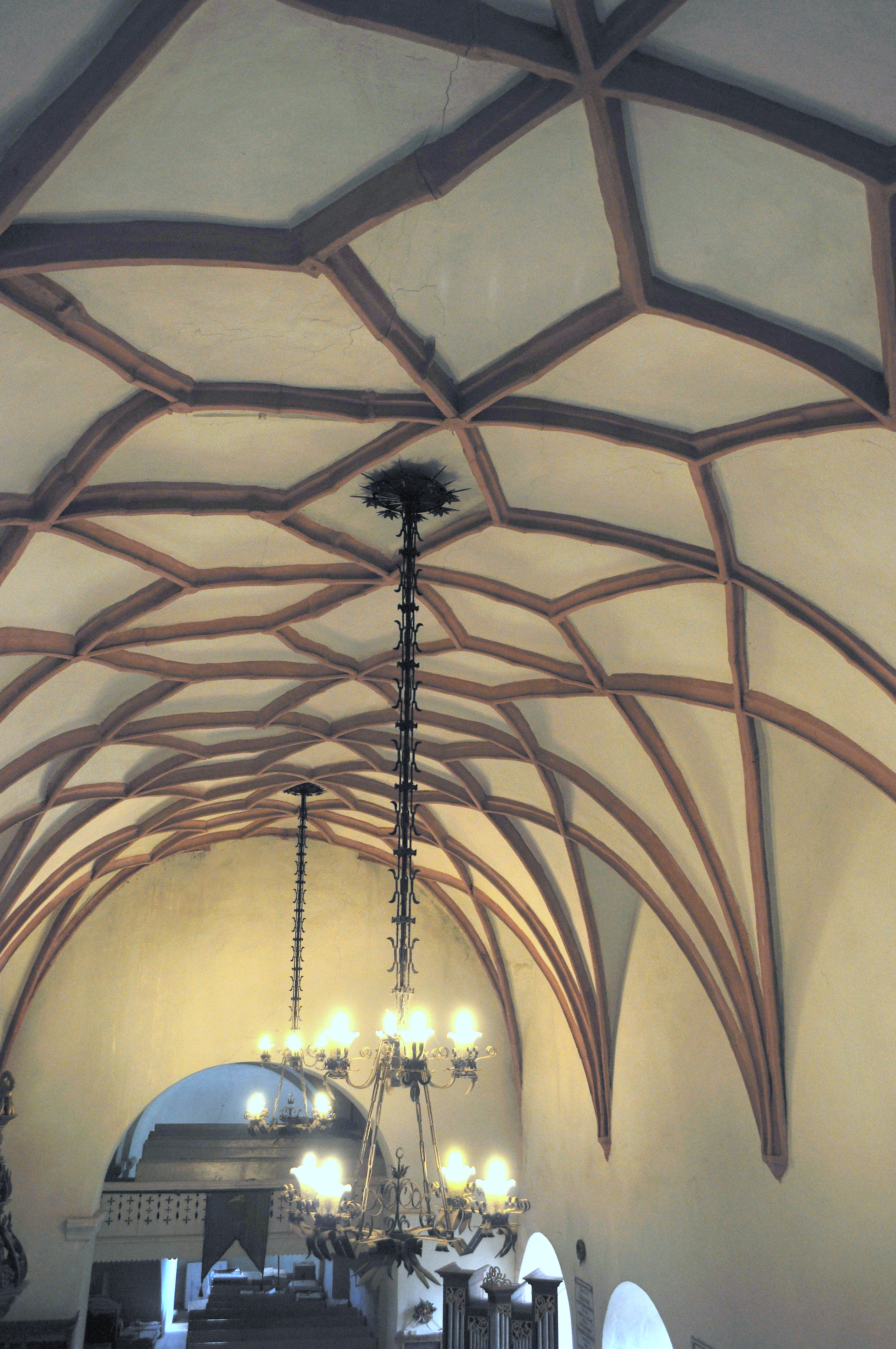
Biserica fortificată din Ocna Sibiului
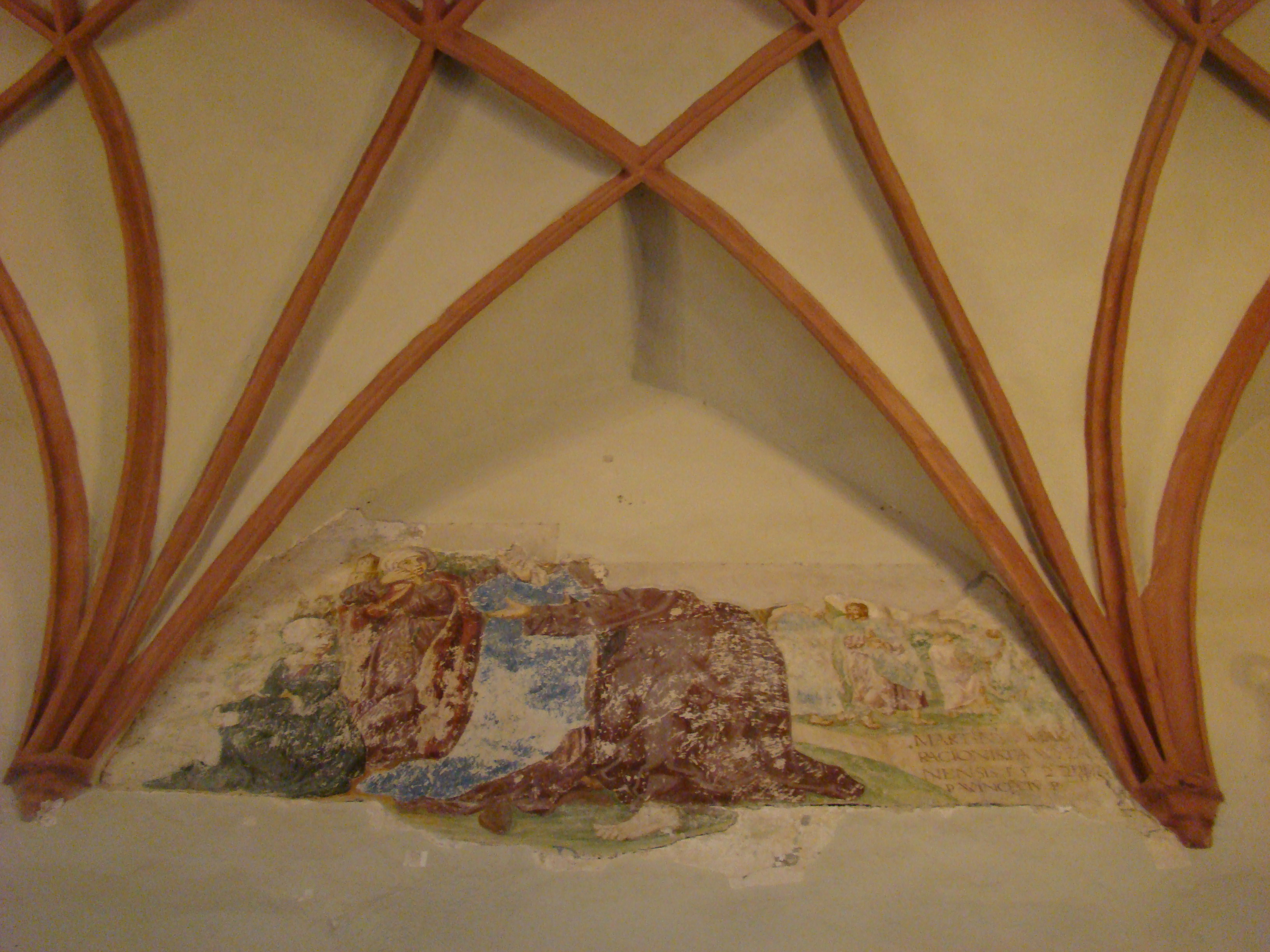
Biserica fortificată din Ocna Sibiului
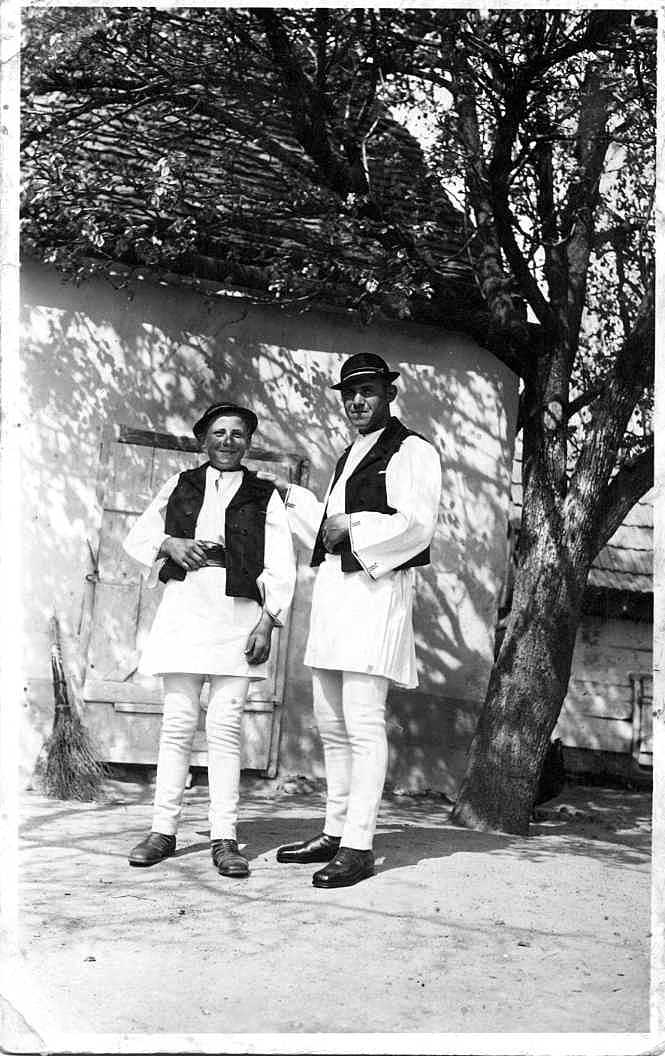
Port popular
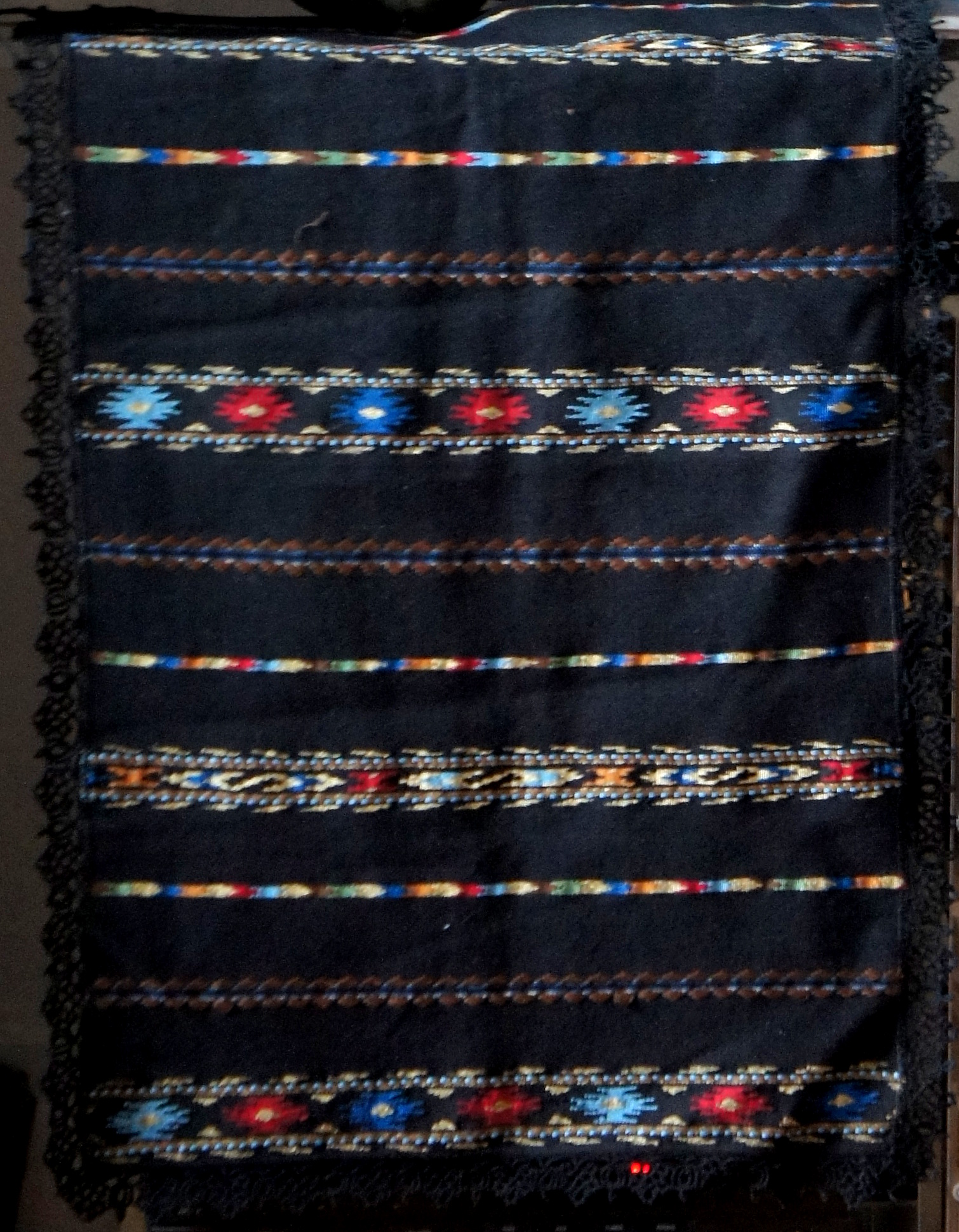
Port popular
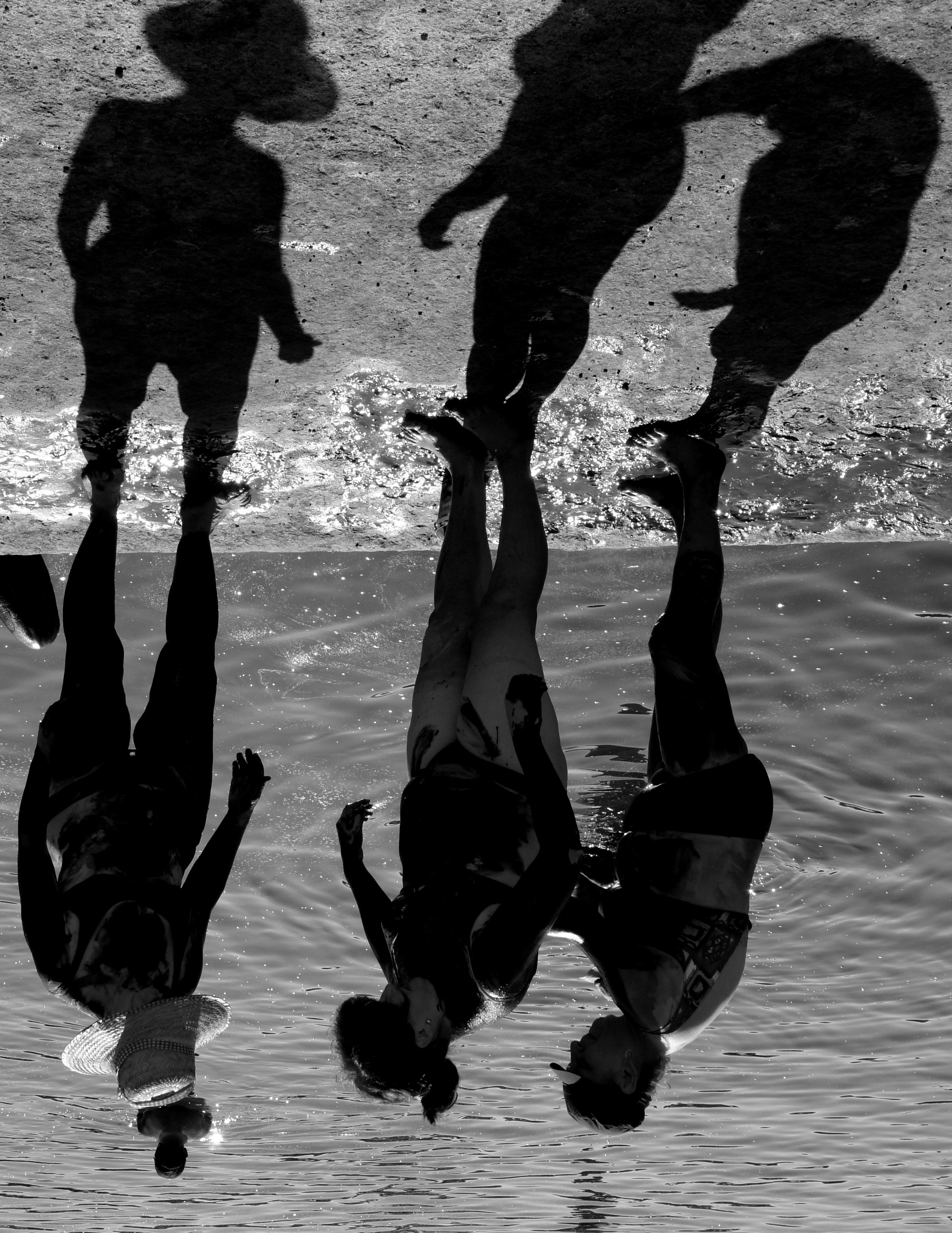
Umbră și lumină
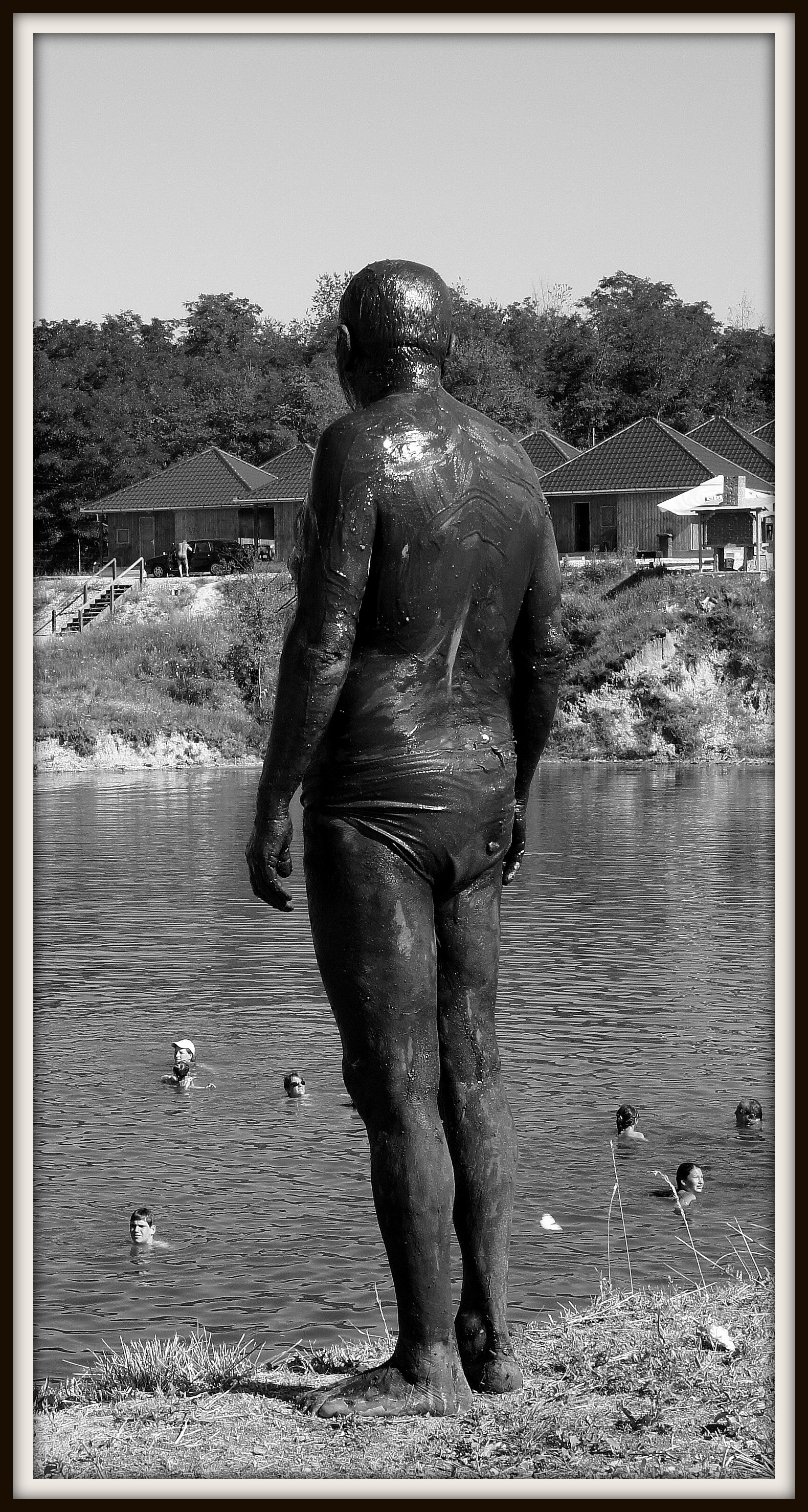
Statuiă de nămol
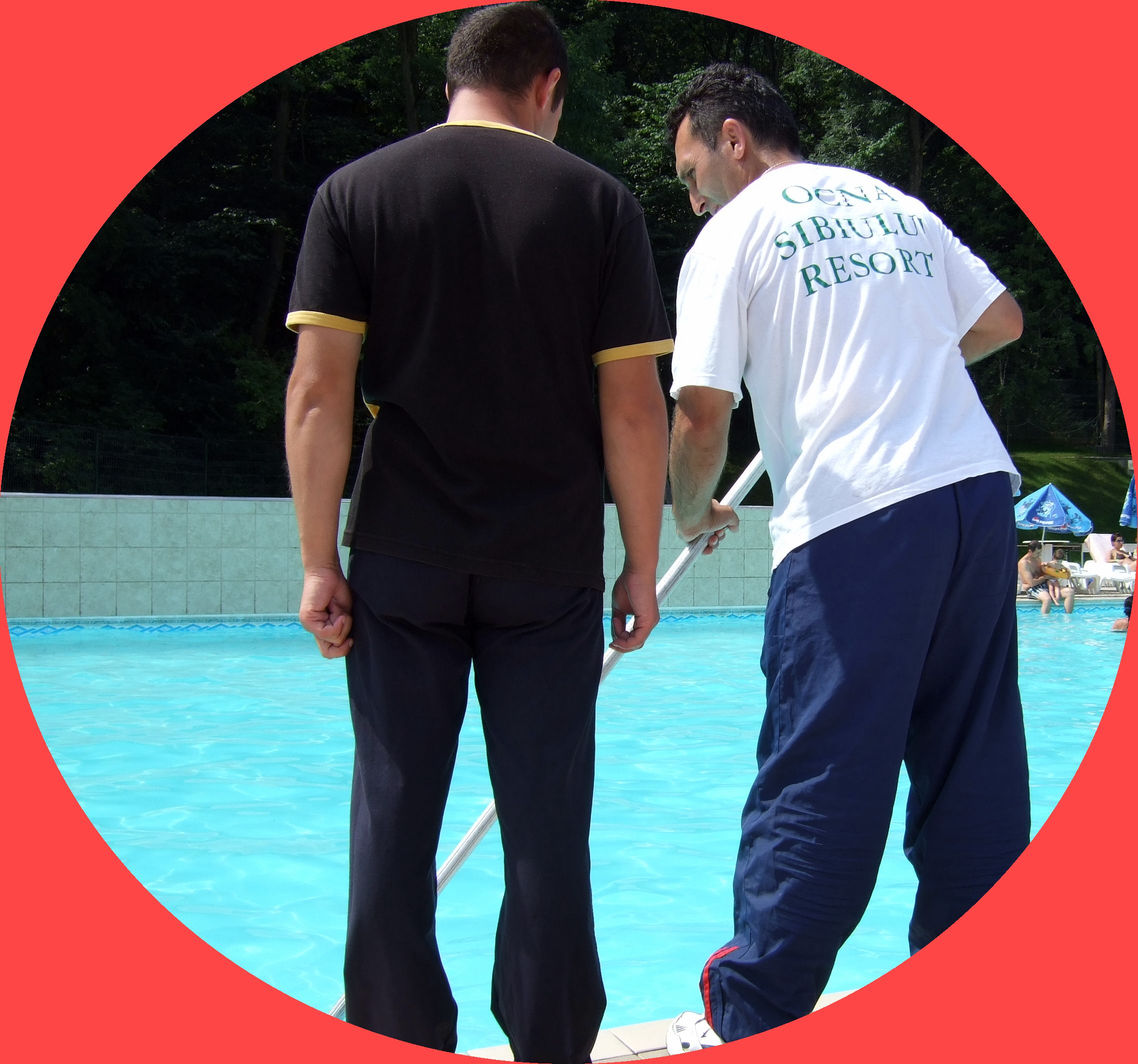
Spre viitor
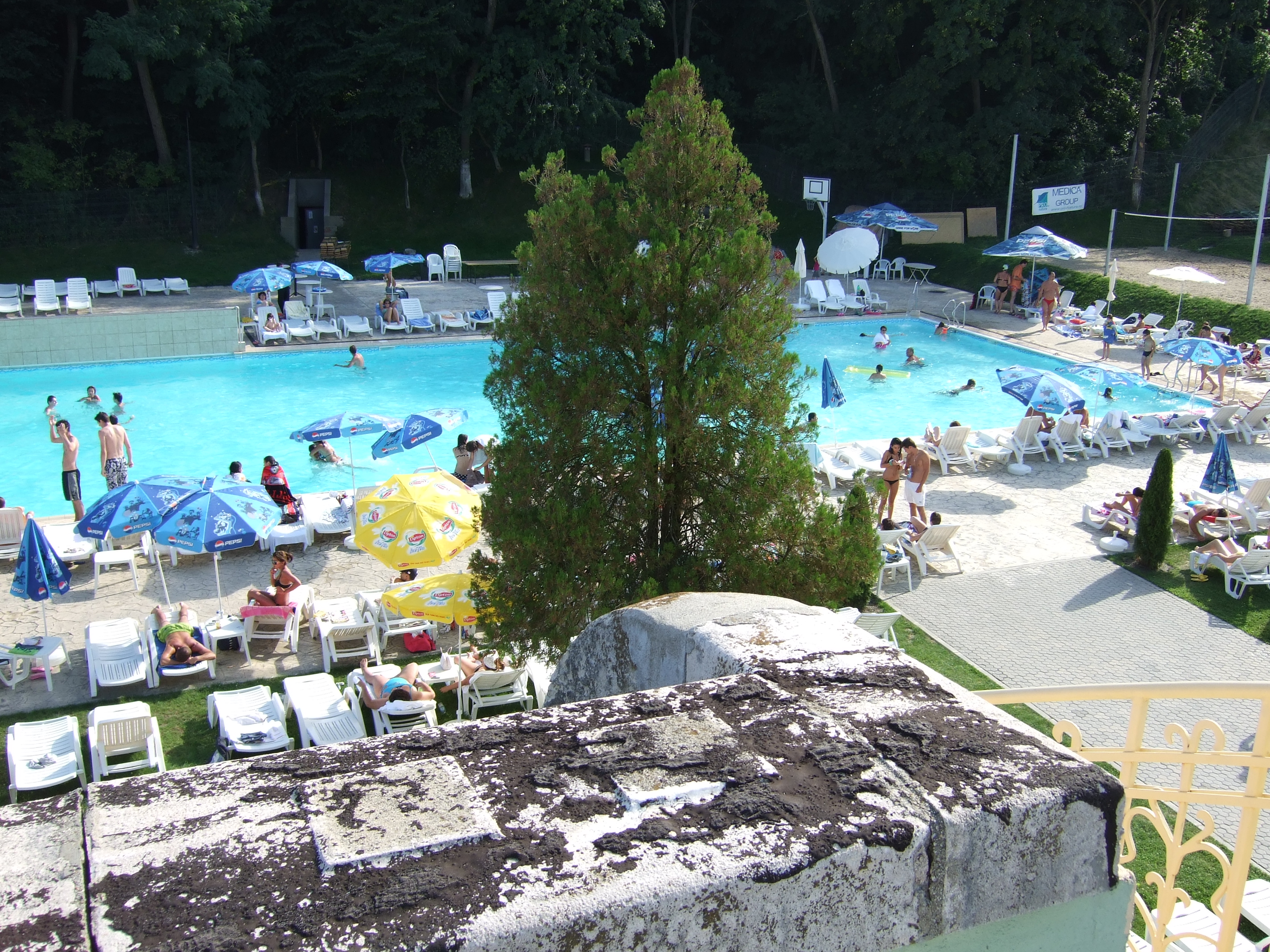
piscină de apa sarată
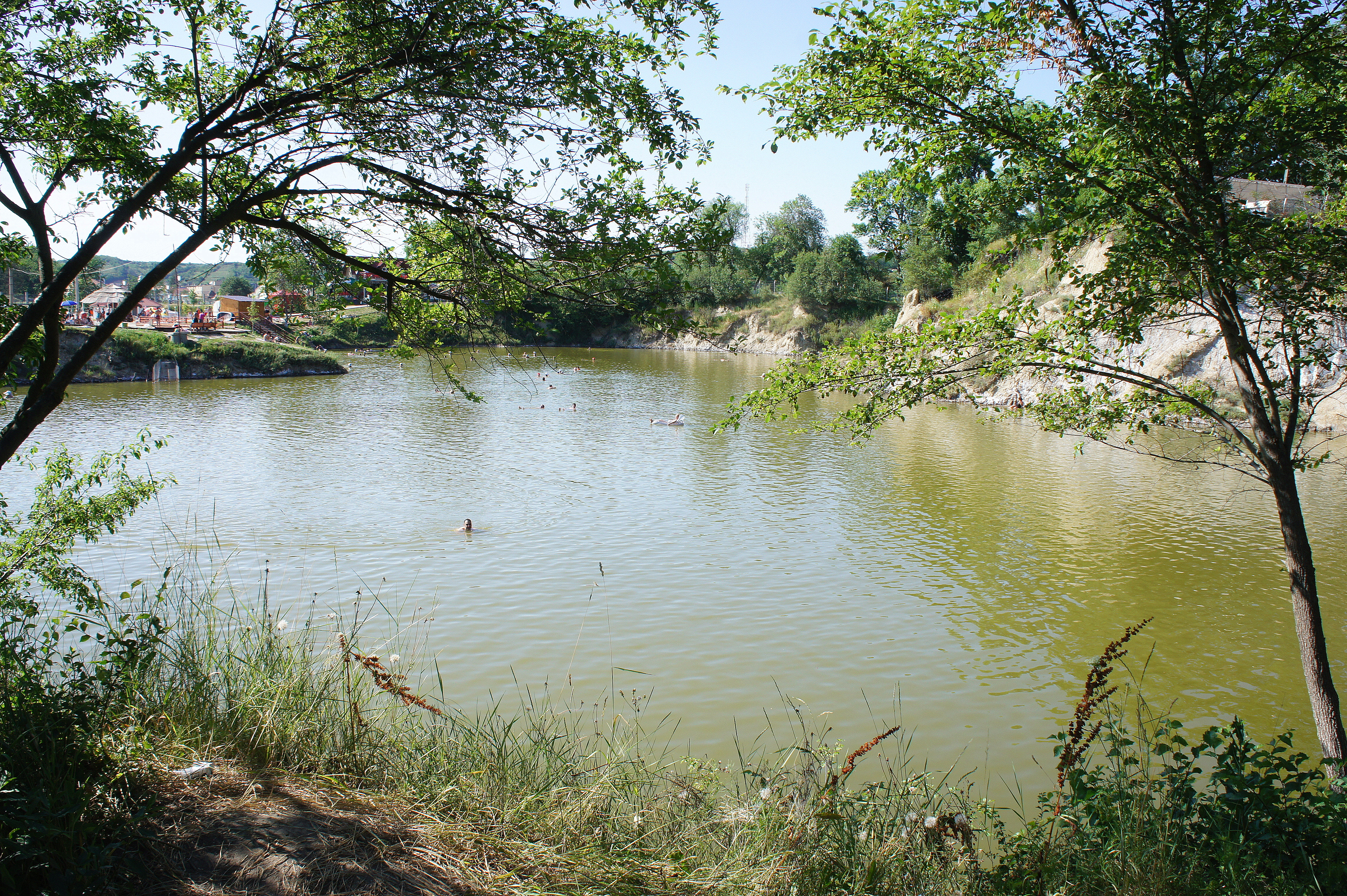
Lacul Ocnița
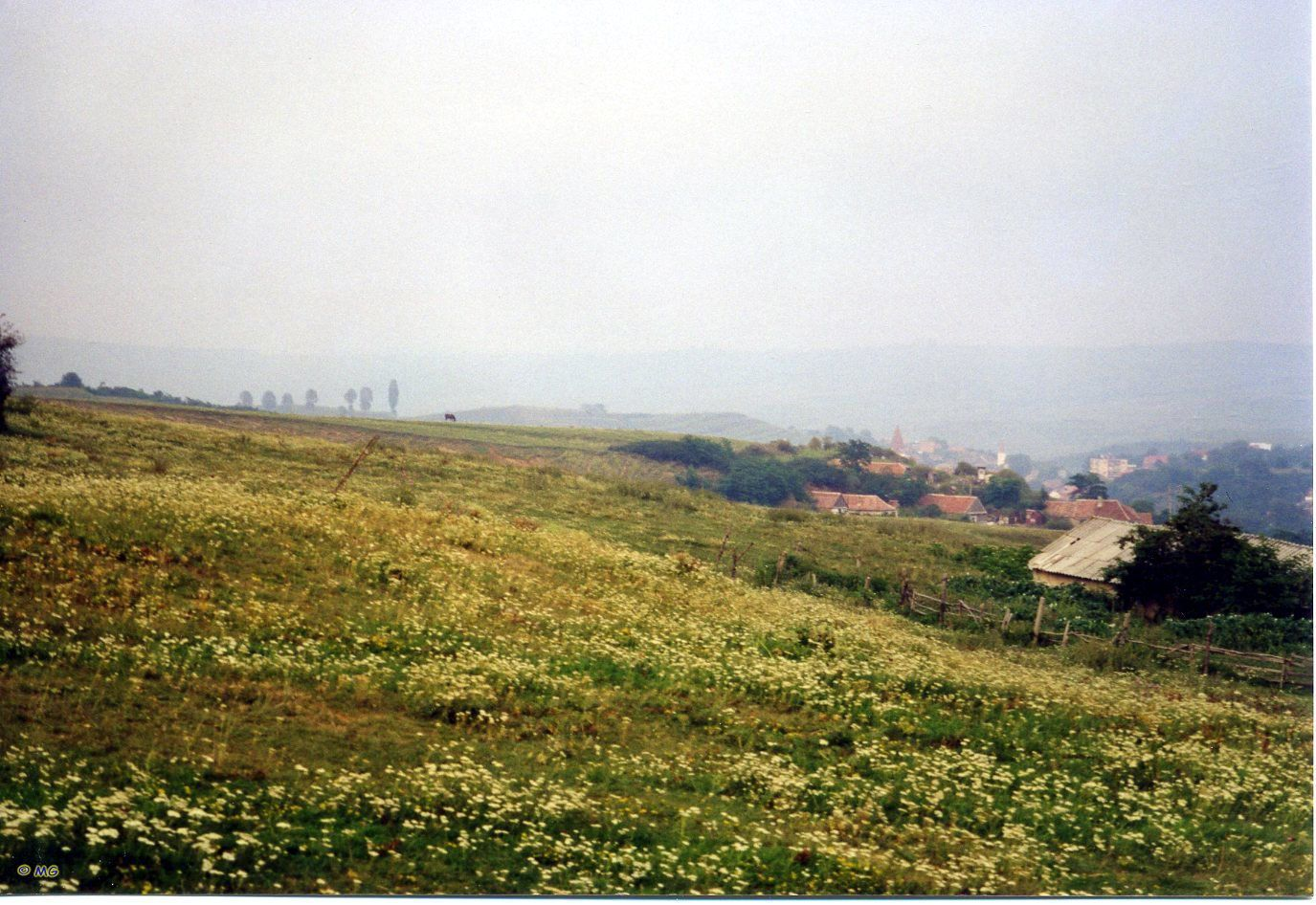
"La pașune"
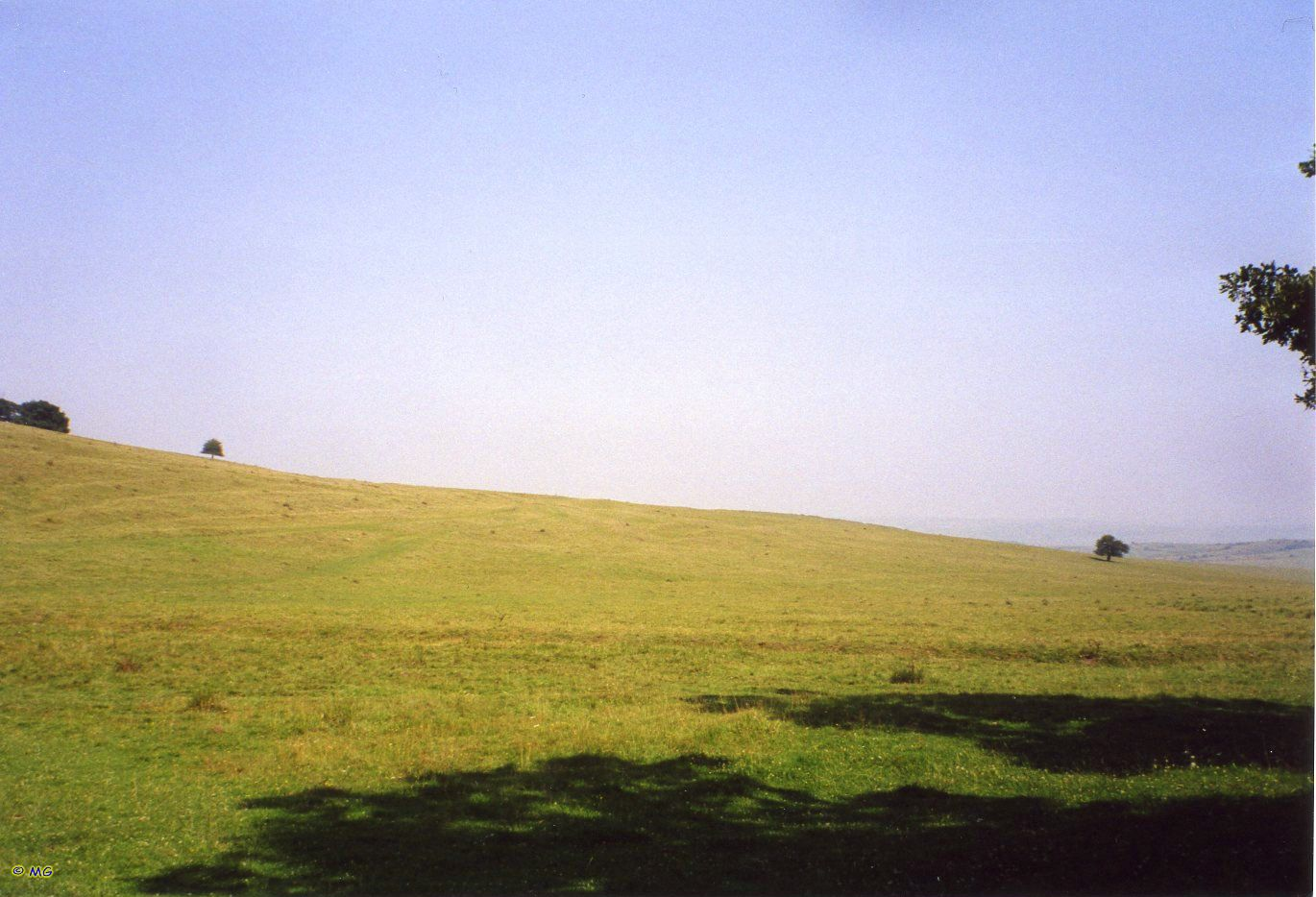
"Green Pastures"